# Muglikatte, Kadur
Muglikatte là một làng thuộc tehsil Kadur, huyện Chikmagalur, bang Karnataka, Ấn Độ.